# SIGIC
Slovenski glasbenoinformacijski center – SIGIC je osrednje informacijsko središče na področju glasbene kulture v Sloveniji

## Nastanek
Nastal je leta 2004 in bil izbran na razpisnem projektu za vzpostavitev glasbenoiformacijskega centra v Slovenji, ki sta ga pripravila Ministrstvo za kulturo in Ministrstvo za informacijsko družbo. V kratkem času od svojega nastanka je SIGICu uspelo narediti ogromen napredek ter tako dvigniti nivo pretoka informacij z glasbenega področja v Sloveniji. Zato je bil na podlagi rezultatov svojega dela junija 2006 na Švedskem tudi sprejet v International Association of Music Information Centres – IAMIC. Od takrat dalje je kot pravnomočni član v zvezi zelo aktiven. Ostalim centrom in centrali tudi pošilja vsakomesečne okrožnice v angleškem jeziku z na evropskem nivoju relevantnimi novicami o glasbi na Slovenskem. Prispevki so vključeni na spletnem portalu IAMIC in v okrožnico, ki jo le-ta pošilja zainteresirani publiki.  

## Organiziranost
SIGIC je organiziran v obliki društva. Trenutno združuje 111 članov in ima podpisane dogovore o sodelovanju z več kot 40-timi najpomembnejšimi institucijami s področja glasbe v državi. Nadzorni organ društva tvorijo devetčlanski upravni odbor na čelu s predsednikom. Za vsakodnevno profesionalno delo skrbi strokovna služba, ki ima svoje prostore na sedežu centra, ter pogodbeni oziroma zunanji sodelavci. 

## Dejavnost
Osnovno dejavnost centra predstavlja ustvarjanje in posodabljanje baz podatkov o slovenski glasbi in glasbenikov vseh časovnih obdobij, zvrsti, slogov in oblik. V ta namen je SIGIC razvil izviren in inovativen računalniški program MUSICASI. Program bodo v letu 2008 v namen izčrpnega, strokovnega in preglednega popisovanja glasbenih del začele uporabljati nekatere glasbene institucije tako v Sloveniji kot tudi v tujini. Tako popisana materija namreč zaradi UNIMARC sistema šifriranja opisnih polj omogoča kompatibilnost na svetovni ravni. Poleg svoje osnovne dejavnosti SIGIC opravlja še vrsto pomembnih funkcij kot so napovedovanje glasbenih dogodkov, objavljanje novic s sveta glasbe, tedensko razpošiljanje glasbenoinformativne okrožnice, promocija slovenske glasbe doma in po svetu (kot npr. organizacija slovenske predstavitve na MIDEM 2008) itd. Poudariti je treba tudi povezovalno vlogo, ki jo ima center na področju glasbene kulture v Sloveniji. To vlogo namerava v prihodnosti še krepiti, poleg tega pa tudi razširiti paleto svojih dejavnosti.